# Jørgen Bentzon
Jørgen Liebenberg Bentzon (14 de febrero de 1897 – 9 de julio de 1951) fue un compositor danés, primo del compositor danés Niels Viggo Bentzon y el flautista Johan Bentzon. Fue estudiante de Carl Nielsen desde 1915 hasta 1919.
Sus obras incluyen seis obras tituladas Racconto, la primera para flauta, saxofón alto, fagot y el contrabajo, la segunda para flauta y trío de cuerdas, la tercera de los cuales es para trío de viento de madera, etc.; una Sinfonia Buffo Op. 35 y dos sinfonías (la primera, Op. 37, inspirada por Charles Dickens); un concierto para piano y orquesta (grabado de forma privada); "Tres bocetos expresivos" para violín y violonchelo; un cuarteto de cuerdas; una ópera Saturnalia; y otras obras.

## Obras seleccionadas
- Variaciones sobre un tema de Chopin, Op. 1, para piano[1]
- De Fabula, Op. 42, para viola solista (1939)